# Protium klugii
Protium klugii är en tvåhjärtbladig växtart som beskrevs av James Francis Macbride. Protium klugii ingår i släktet Protium och familjen Burseraceae. Inga underarter finns listade i Catalogue of Life.